# 竹海镇
竹海镇，是中华人民共和国四川省宜宾市长宁县下辖的一个乡镇级行政单位。2019年8月，撤销桃坪乡，将其所属行政区域划归竹海镇管辖。

## 行政区划
竹海镇下辖以下地区：
相岭社区、万岭箐社区、万里社区、新桥村、高坝村、塔沙村、新生村、秀村、水清村、永江村、龙山社区村、联山村、龙潭村、红益村、益心村、大房村、利民村、新加村、双凤村、楠木社区村、白羊村、农林村、集贤村、高峰村和龙庆村、桃园社区、联盟村、新坪村、大林村、什字村、民治村、中坝村、大桥村和永和村。